# Chapelle Saint-Thomas de Lyon
Pour les articles homonymes, voir Chapelle Saint-Thomas.
La chapelle Saint-Thomas de Lyon est la partie la plus ancienne du sanctuaire de Fourvière. Consacrée d'abord à Saint-Thomas puis à la Vierge, elle fut maintes fois détruite et reconstruite.
C'est sur son clocher, édifié par Alphonse-Constance Duboys, que se trouve la statue de la Vierge dorée. Lors de la construction de la basilique Notre-Dame de Fourvière, il avait été prévu de doter l'édifice d'une cinquième tour dédiée à la statue dorée, et de supprimer l'ancien édifice.

## Histoire

### Première chapelle
Une chapelle est construite à Fourvière par le doyen Olivier de Chavannes, chanoine de Saint-Jean, à une date inconnue, mais probablement dans les années 1180, sur les ruines du forum romain. On ne connaît pas le vocable de la chapelle, édifiée « apud forum Veneris ou Forum veteris » (« sur le forum de Vénus » ou sur le « vieux forum »). On sait que, dans l'acte de fondation de la collégiale par Jean Belles-mains, archevêque de Lyon à partir de 1182, cette église est dédiée  à saint Thomas (de Cantorbéry) et à la Vierge. Elle est confiée au chapitre de Saint-Jean. L'archevêque Jean Belles-mains, lui-même anglais et ami de Thomas Becket, crée en 1192 d'un chapitre propre dont le nombre de chanoines n'est pas précisé . Dans cette fondation, l'archevêque et le chapitre offrent une partie des pierres anciennes qui seront récupérées, se réservant les plus belles pour la construction de la cathédrale,. Le chapitre est davantage renseigné à partir de la deuxième moitié du XIIIe siècle et notamment il est réformé par Philippe Ier de Savoie-Achaïe en 1263. Ce chapitre est assez mal connu avant le XVe siècle, les sources conservées étant assez peu nombreuses mis à part l'ouvrage de Émile Longin qui a publié un certain nombre de textes dont les statuts du XIIIe siècle et des extraits des registres de délibérations capitulaires. Le roi Louis XI, à l'occasion de sa présence à Lyon, fait de nombreux dons à la collégiale et notamment en faveur de la Vierge. En tous les cas, le lieu est davantage liée à la dévotion à Thomas Becket qu'à celle de la Vierge jusqu'au XVIe siècle. Comme toutes les églises de Lyon, celle-ci a souffert du passage des huguenots en 1562.

### Le vœu d'Anne d'Autriche
En 1630, Anne d'Autriche, reine de France, épouse du roi Louis XIII, monta à Fourvière pour prier Notre-Dame, lui demandant de donner enfin un héritier au trône. Huit ans plus tard, en février 1638, le roi Louis XIII consacra le royaume de France à la Vierge. Le roi Louis XIV naquit le 5 septembre 1638.

### Le vœu des échevins

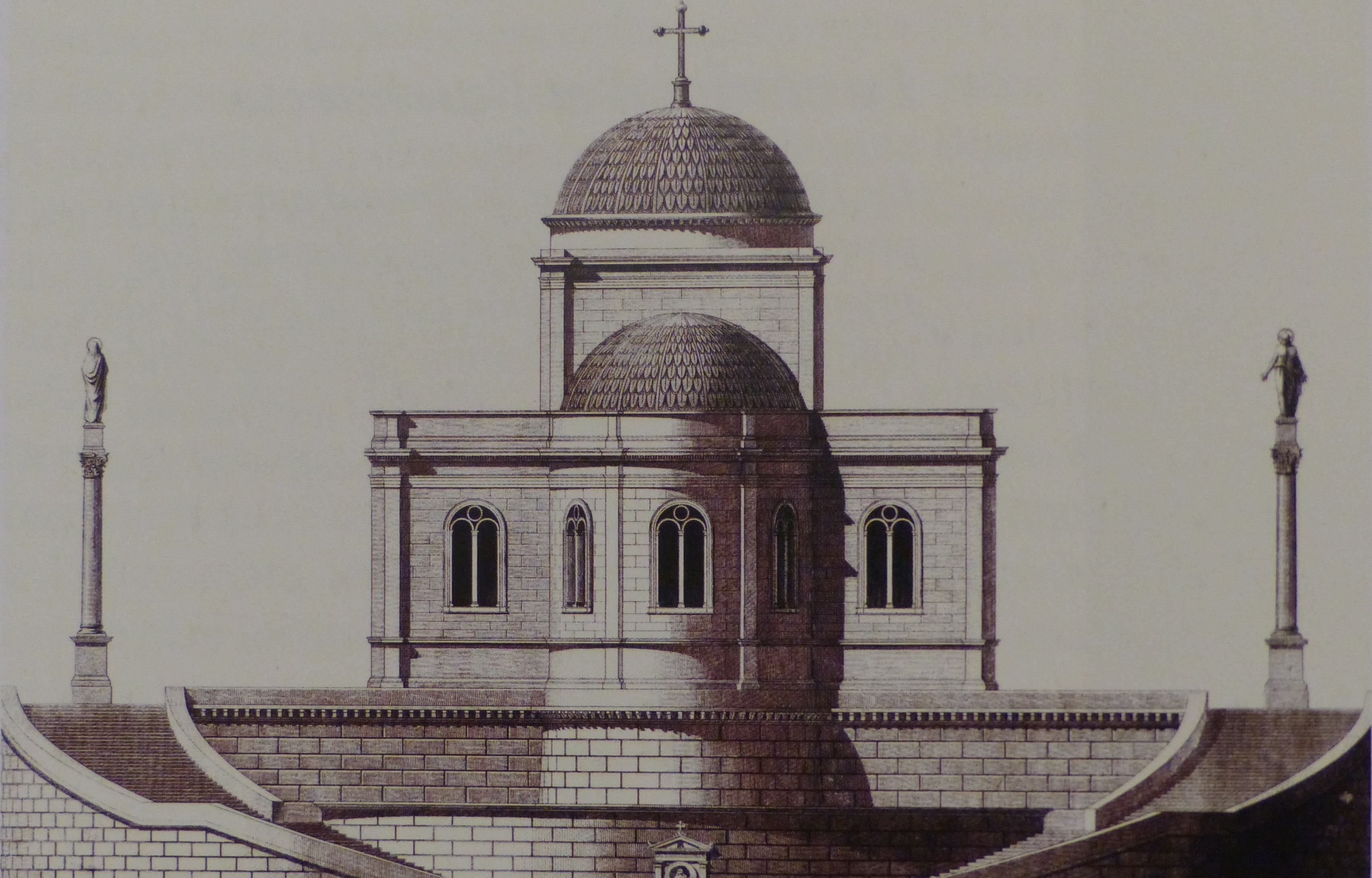
Projet, non réalisé, d'Antoine-Marie Chenavard pour une nouvelle église de Fourvière (1832).

Au XVIIe siècle, Lyon est frappée plusieurs fois par des épidémies de peste, notamment en 1628 (la plus dévastatrice), 1631, 1637, 1639 et 1642. Face à ce fléau, les échevins du consulat font appel à la Vierge, probablement à l'inspiration du prévôt des marchands Alexandre de Mascrany. Le 5 avril 1642, un vœu est décidé : une procession à Notre-Dame aura lieu deux jours plus tard vers Fourvière, afin d'implorer la délivrance de la peste. Ce pèlerinage ayant eu lieu, il est choisi de le perpétuer annuellement. Le 12 mars 1643, un vote de la même assemblée voue la ville entière à Marie, et entérine un pèlerinage annuel, placé le 8 septembre, jour de la Nativité de Marie.
Le vœu des échevins a permis de doter l'ancienne chapelle d'un vitrail de Lucien Bégule en 1882.

### La tradition des illuminations du 8 décembre

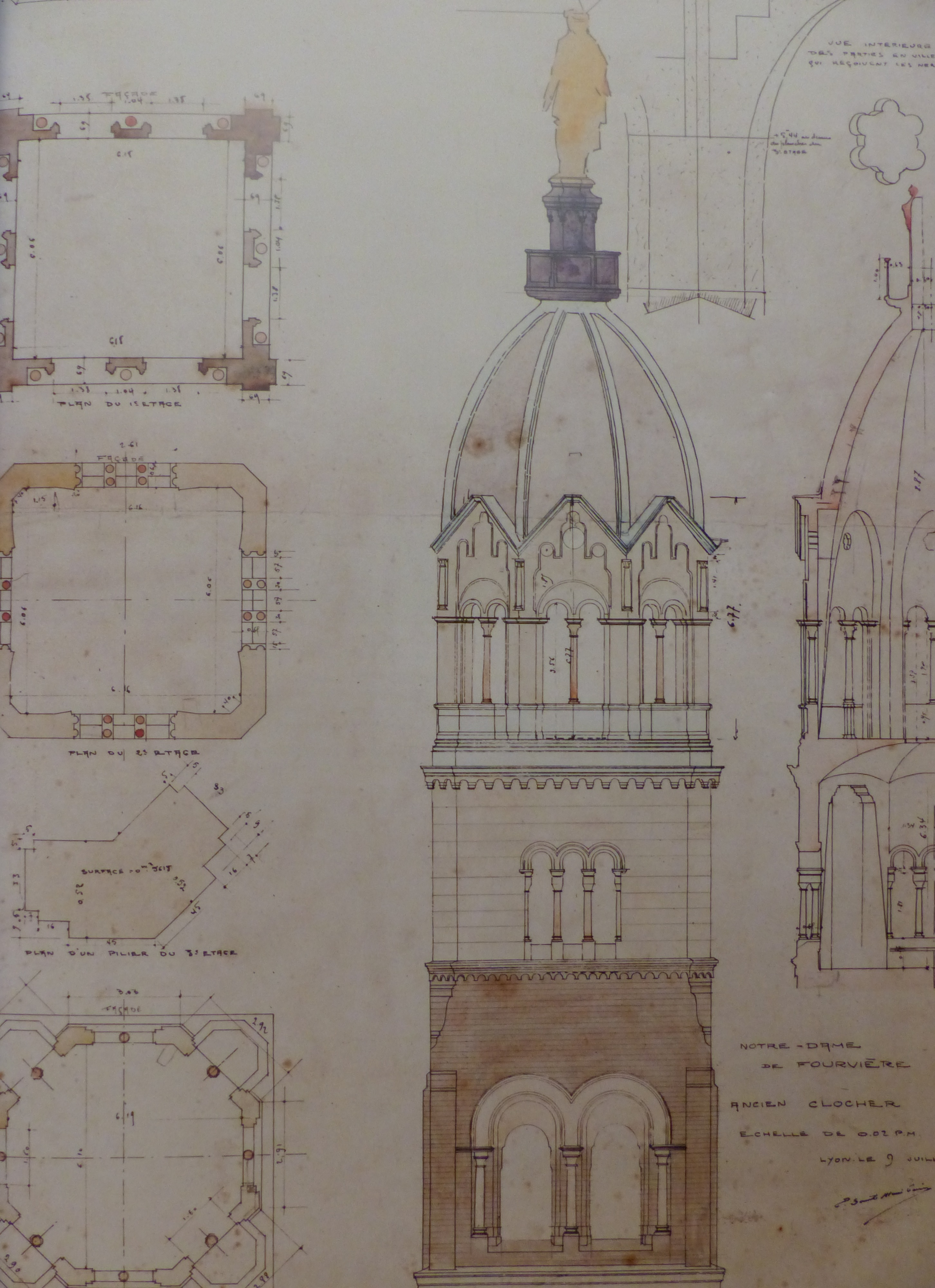
Plans et élévations du clocher rehaussé surmonté de la statue de Marie.

Au milieu du XIXe siècle, l'église de Fourvière est délabrée. Des constatations faites par André Flachéron révèlent en particulier l'état de vétusté du vieux clocher. Le remplacement de cet édifice est confié à l'architecte diocésain Alphonse-Constance Duboys, et commence au mois d'août 1849. Ce clocher à base carrée conserve un premier étage médiéval, surmonté de deux étages datant de 1849 ; le troisième étage est de plan octogonal, et se termine par une coupole. Sur cette dernière est placée en 1852 une statue de la Vierge, réalisée par Joseph-Hugues Fabisch,.
Le cardinal Louis-Jacques-Maurice de Bonald autorise en 1851 la construction d'une statue de la Vierge dominant le clocher rebâti. L'inauguration, en souvenir du vœu des échevins, est prévue pour le 8 septembre 1852. Mais les intempéries frappant le nord-est de la France provoquent une inondation de la Saône, et un retard de la livraison de la statue. La fête est repoussée au 8 décembre, date (alors non officiellement approuvée) de la fête de l'Immaculée Conception, dogme proclamé deux ans plus tard par Pie IX. À cause du mauvais temps de début décembre, un report au 12 du mois est envisagé, mais le ciel se dégage au cours de l'après-midi du 8 ; en signe de piété, les Lyonnais allument des lumignons et les posent sur les appuis des fenêtres. C'est la naissance de la Fête des Lumières.

### Restaurations

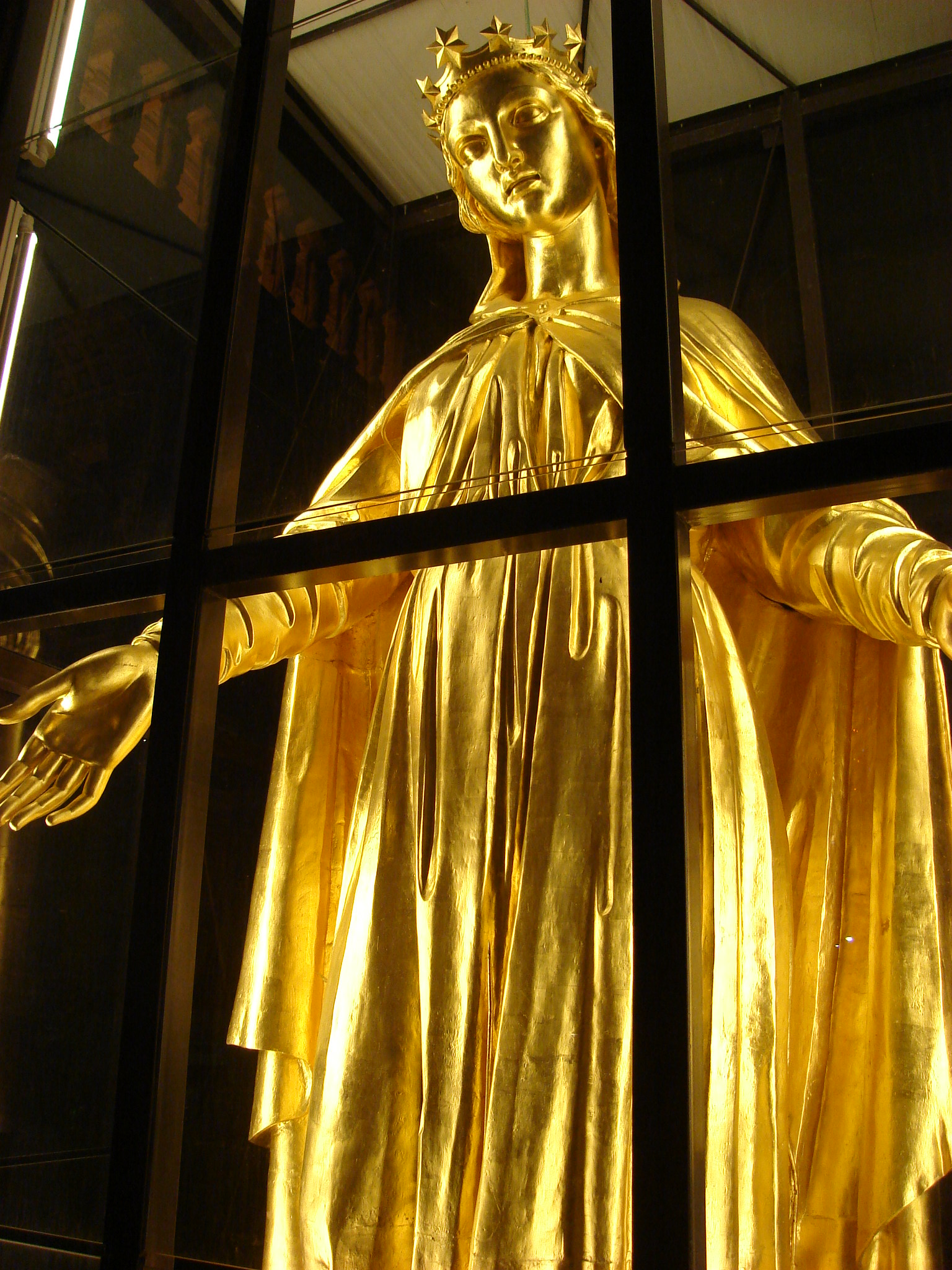
La statue de Marie descendue du clocher durant les travaux de 2008.

La tour-lanterne supportant la statue de Marie est identifiée dès 1923 comme fragile. Elle est alors consolidée, sous la maîtrise d'œuvre de Louis Sainte-Marie Perrin et de l'ingénieur Mauvernay, par huit nervures de béton armé. Mais l'état de la tour est néanmoins mauvais en 2006 : les nervures de béton sont fissurées, celles de métal oxydées, l'intrados de la coupole s'effrite et l'escalier est fendu. Ces dégradations sont à mettre sur le compte du vieillissement des structures, qui s'est accéléré notamment sous l'effet de la Tempête Martin. Sur le conseil de l'ingénieur Bernard Babinot, la statue de bronze, qui avait été dorée en 1991, est déposée sur le parvis du 27 mai au 20 novembre 2008, le temps de renforcer les structures, de remplacer les pierres dégradées du clocher (balcons, cordons, corniches, appuis de baies), de protéger les éléments saillants sous des couvertines de plomb, enfin de nettoyer les façades, de renouveler les menuiseries et serrureries et de disposer un nouvel éclairage. Entre-temps, la statue déposée, protégée sous un abri de verre, fait également l'objet d'une restauration : remplacement des boulons et du garde-corps, renforcement du socle.

#### En lien avec la chapelle et la statue
- [Durand, Berthod, Molard-Parizot et Reveyron 2014] Jean-Dominique Durand (dir.), Bernard Berthod (dir.), Véronique Molard-Parizot (dir.) et Nicolas Reveyron (dir.), Fourvière, la grâce d'une basilique, Strasbourg, La Nuée bleue, octobre 2014, 406 p. (ISBN 978-2-8099-1248-7, présentation en ligne).

#### Autres publications utilisées
- Bernard Gauthiez, « La topographie de Lyon au Moyen Âge », Archéologie du Midi médiéval, t. 12,‎ 1994, p. 3-38 (ISSN 0758-7708, lire en ligne, consulté le 3 novembre 2014).